# خرننغن
خَرُنِنغِن أو (نقحرة: خرونينغن) Groningen  مدينة وبلدية هولندية بمقاطعة خَرُنِنغِن.

## طوبوغرافيا
خريطة طوبوغرافية هولندية لبلدية خَرُنِنغِن، يونيو 2014، (تقرأ بعد ثلاث نقرات على الخريطة)

## توأمة
لخَرُنِنغِن اتفاقيات توأمة مع كل من:
- كاتوفيتسه
- كالينينغراد (1998 - )
- أولدنبورغ (1989 - )
- غراتس (1965 - )[9]
- تالين
- أودنسه
- نيوكاسل أبون تاين
- مورمانسك (20 يونيو 1989 - )
- تيانجين

## أعلام
- لياندرو باكونا
- ريك فان دير ليندن
- هارتوغ جاكوب همبرغر
- أدريان بلاو
- باوك موليما
- ديرك كوستر
- بيتر يوهانس فان
- هايك كامرلينغ أونس
- جون غودريك
- دانييل برنولي